# Сангрија
Сангрија је воћно вино пореклом са простора Шпаније и Португала. Име је добила од шпанске речи sangre (на португалском sangue) што у преводу значи крв. Према прописима ЕУ само те две иберијске нације могу означити свој производ као сангрија; слични производи из различитих региона се разликују по називу.
Пунч, сангрија традиционално се састоји од црног вина и сецканог воћа, често са другим састојцима или жестоким пићима.
Сангрија је једно од најпопуларнијих пића у шпанској кухињи. Обично се служи у баровима, ресторанима, чирингитоима и на прославама широм Португала и Шпаније. Клерико је сличан напитак који је популаран у Латинској Америци.

## Историја и етимологија
Сангрија значи пуштање крви на шпанском и португалском. Израз сангрија који се користи за пиће може се пратити још од 18. века. Према SAGE енциклопедији алкохола, порекло сангрије „не може се тачно одредити, али су ране верзије биле популарне у Шпанији, Грчкој и Енглеској“.
Сангари, пиће претходница сангрије које се служило било топло или хладно, вероватно је потекло са Кариба (Западне Индије), и одатле је уведено у континенталну Америку, где је било уобичајено почевши од Америчке колонијалне ере, али је „у великој мери нестало у Сједињеним Државама“ почетком двадесетог века. Сангрија као ледено пиће поново је уведена у САД крајем 1940-их кроз Хиспаноамериканце и шпанске ресторане и уживало је знатну популарност на Светском сајму у Њујорку 1964. године.

## Рецепт
Рецепти за сангрију се веома разликују чак и унутар Шпаније, са многим регионалним особеностима. Основни састојци су увек црно вино, а нека средства за додавање воћног или слађег укуса, а можда и за повећање садржаја алкохола.
Традиционално, сангрија се може мешати са локалним воћем као што су брескве, нектарине, бобице, јабуке, крушке или глобалним воћем као што су ананас или лимета и заслађује се шећером и соком од поморанџе. Шпанско црвено вино Риоја је традиционално. Неки рецепти за сангрију, поред вина и воћа, садрже и додатне састојке, као што су ракија, газирана вода или ароматизовани ликер.
Сангрија бланка (сангрија са белим вином) је новија иновација. За сангрију бланку, Касас препоручује сува бела вина као што су Руеда, Хумила или Валдепенас.
Реал сангрија се углавном прави од вина од грожђа темпраниљо и гаранча.
Панч де Сангрија је варијација за децу, често за рођенданске забаве. Наранџе, брескве и друго слатко воће се комбинују са бобицама, грожђем или бојама за храну како би се добила боја сангрије. Безалкохолно пиће обично замењује вино.

## Врста сангрије
Данас постоји неколико врста сангрије. У зависности од региона у коме се производи, у њен састав улази разнолико воће. У медитеранским крајевима употребљавају се најчешће банана, киви и манго. У Србији се поред осталог користе малине и купине, а у северноевропским земљама честа је употреба и кандираног воћа. Међутим у састав пунча најчешће улазе наранџа, јабука и лимун.
Поред воћа, главни састојак је и вино. Најчешће се користи црно вино, мада је све чешћа употреба и белог вина, чиме се добија посебна врста сангрије. У појединим крајевима додаје се и рум, лимунов сок, вотка или вода.
Основне врсте сангрије: 
- Сангрија – мешавина црног вина и воћа, најчешће јабука, наранџе и лимуна
- Сангрија Бланко – мешавина белог вина и воћа, најчешће брескве, кивија и манга